# بولین
بولین (به لهستانی:  Bulin) یک روستا در لهستان است که در گمینا کوژوخوو واقع شده‌است. بولین ۳۱ نفر جمعیت دارد.